# Indo-Cita
Os indo-citas  foram um ramo dos sacas (citas), que migraram do sul da Sibéria para a Báctria, Sogdiana, Aracósia, Gandara, Caxemira, Punjabe, e para regiões da Índia ocidental e central (Gujarate, Maarastra e Rajastão) a partir do século II a.C. até o século IV d.C.. O primeiro rei saca da Índia foi Maues (ou Moga), que estabeleceu o poder cita na região em Gandara e expandiu gradualmente sua supremacia pelo noroeste da Índia. O domínio indo-cita da Índia terminou com o último sátrapa ocidental, Rudrasima III, em 395 d.C.[carece de fontes?]
A invasão da Índia por tribos citas da Ásia Central, frequentemente designada de invasão indo-cita, teve um papel significativo na história da Índia e dos países vizinhos. Na realidade, a guerra indo-cita é apenas um capítulo dos eventos que foram desencadeados pela fuga dos nômades da Ásia Central dos conflitos com tribos chinesas, e que tiveram efeitos marcantes na Báctria, Cabul, Pártia e Índia, e até mesmo em Roma, no Ocidente.[carece de fontes?]
Os grupos citas que invadiram a Índia e formaram diversos reinos incluíam, além dos sacas, os xântios, os masságetas, os getas, os parama cambojas, os ávaros, os balicas, os risicas e os paradas.[carece de fontes?]